# Lycaena dispar
Lycaena dispar é uma espécie de borboleta encontrada na Europa. Suas asas são vermelho-alaranjadas e brilhantes.
Foi extinta do Reino Unido em 1920.

## Descrição

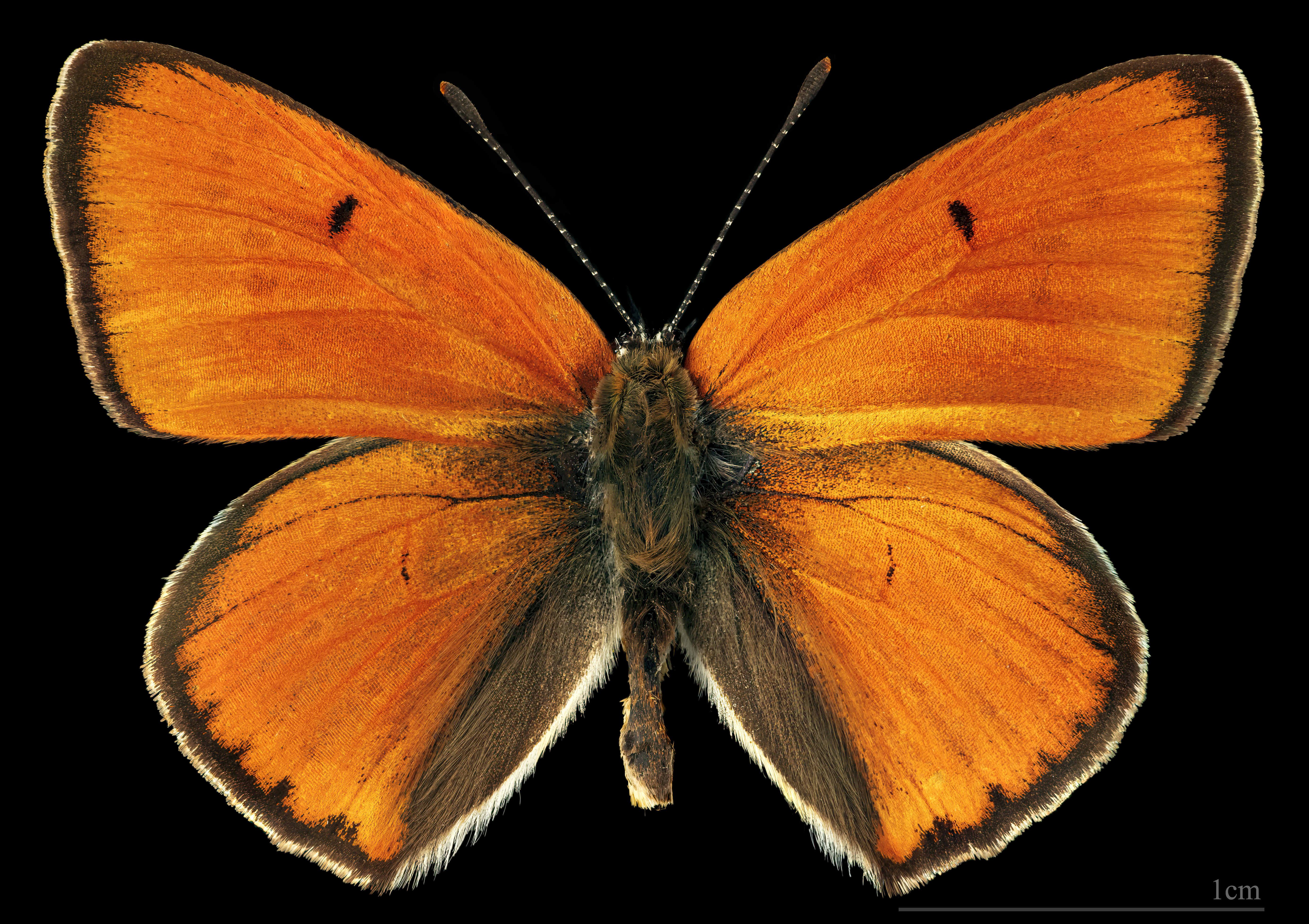
Lycaena dispar  ♂
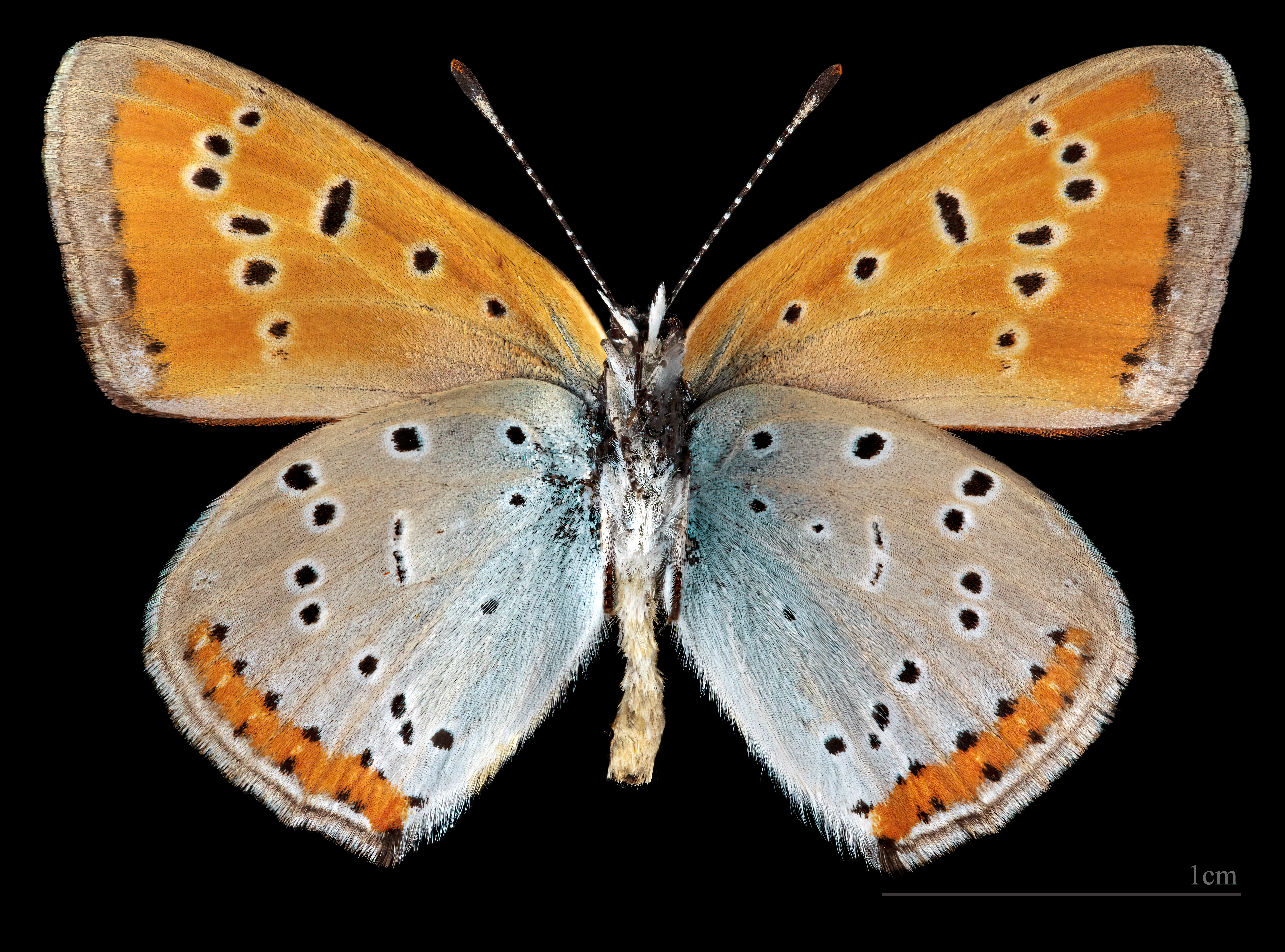
Lycaena dispar  ♂  △
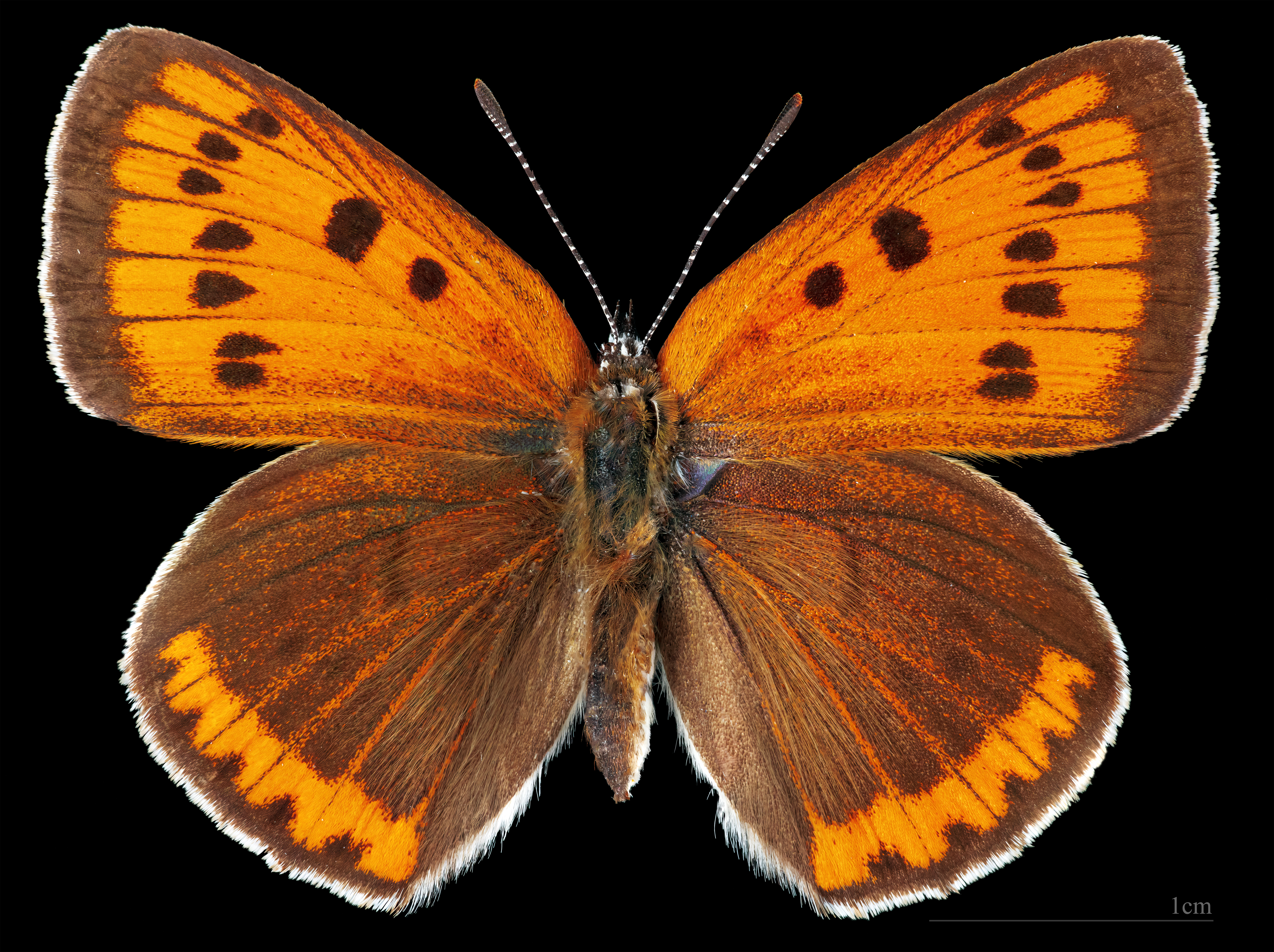
Lycaena dispar  ♀
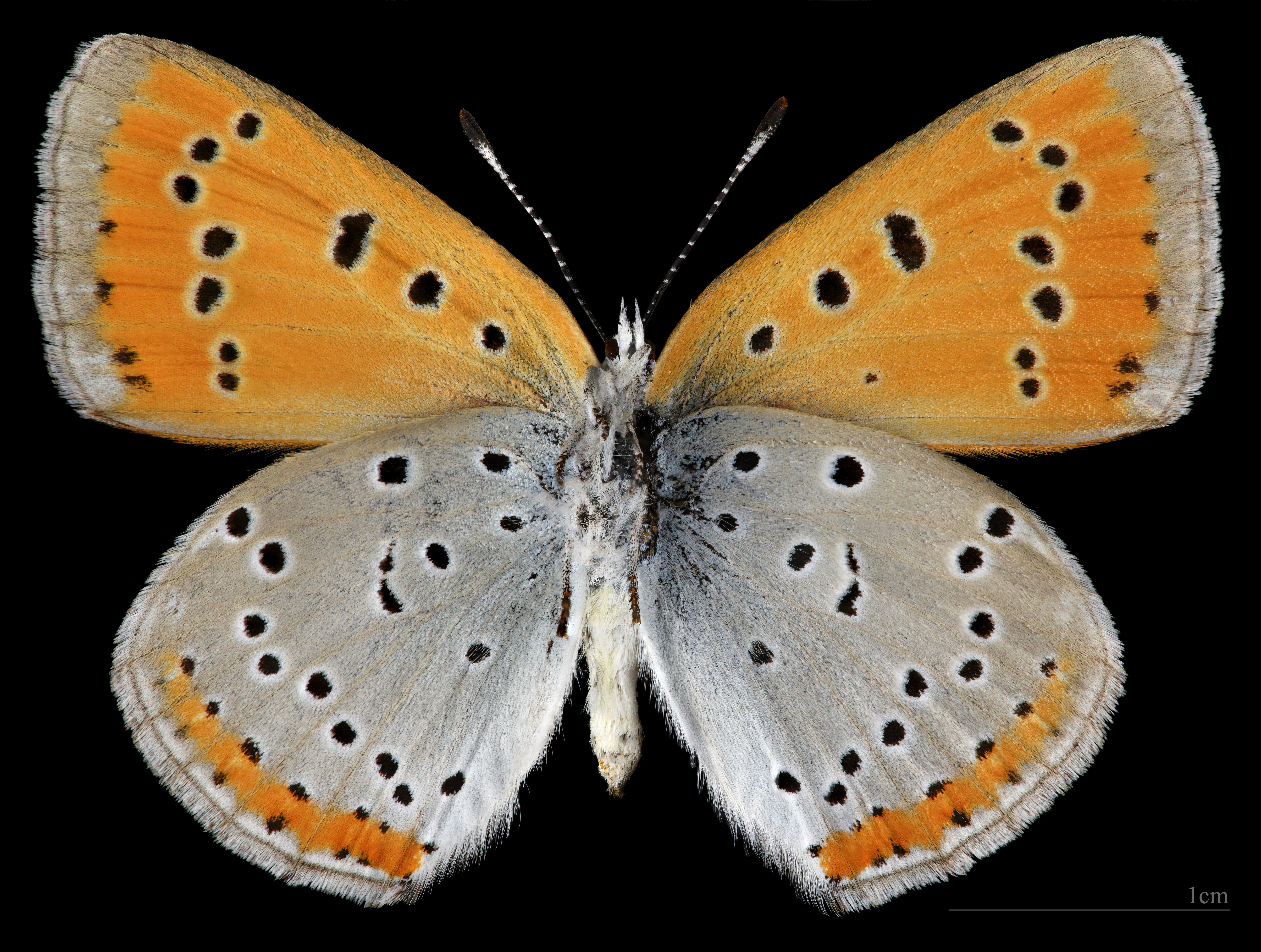
Lycaena dispar  ♀ △